# Marina Andrievskaia
Marina Andrievskaia (russisch Марина Владимировна Андриевская / Marina Wladimirowna Andrijewskaja; englisch Marina Vladimirovna Andrievskaya; * 20. November 1974 in Moskau, Sowjetunion) ist eine ehemals russische, ab 1995 schwedische Badmintonspielerin.

## Karriere
Marina Andrijewskaja begann im Alter von neun Jahren mit dem Badmintonsport, ihre erste Trainerin war Tatjana Subzowa, danach Anna Michalewa und Natalja Schtschepitolowa, später Nikolai Nikitin. Sie schloss eine Ausbildung an der Russischen Staatlichen Akademie für Körperkultur in Moskau (russisch Российская государственная академия физической культуры) ab. Sie war dreifache russische Meisterin und gewann drei Titel bei den Russian Open 1993. Wegen Differenzen mit den Trainern und dem russischen Verband wechselte sie 1995 nach einem Angebot aus Schweden zu Göteborgs Badmintonklubb, später startete sie für Upsala KFUM. In Schweden gewann sie acht nationale Meisterschaften.
Marina Andrievskaia nahm 2004 im Dameneinzel an Olympia teil. Sie verlor dabei gleich in Runde eins und wurde somit 17. in der Endabrechnung. Für ihre ursprüngliche Heimat Russland hatte sie bereits 1992 die Irish Open gewonnen. Ihren ersten Titel für Schweden erkämpfte sie 1995 bei den Norwegian International. Bei der Europameisterschaft 2000 gewann sie Silber im Dameneinzel.

## Sportliche Erfolge
| Saison    | Veranstaltung                               | Disziplin   | Platz | Name                                                              |
| --------- | ------------------------------------------- | ----------- | ----- | ----------------------------------------------------------------- |
| 1992      | Irish Open                                  | Damendoppel | 1     | Marina Andrijewskaja / Marina Yakusheva                           |
| 1992      | Irish Open                                  | Dameneinzel | 1     | Marina Andrijewskaja                                              |
| 1992      | GUS Internationale Meisterschaften          | Damendoppel | 1     | Marina Andrijewskaja / Marina Jakuschewa                          |
| 1992      | Polish International                        | Damendoppel | 1     | Marina Jakuschewa / Marina Andrijewskaja                          |
| 1992      | USSR International                          | Damendoppel | 1     | Marina Andrijewskaja / Marina Jakuschewa                          |
| 1993      | Russian Open                                | Mixed       | 1     | Nikolai Sujew / Marina Andrijewskaja                              |
| 1993      | Irish Open                                  | Dameneinzel | 1     | Marina Andrijewskaja                                              |
| 1993      | Portugal International                      | Dameneinzel | 1     | Marina Andrijewskaja                                              |
| 1993      | Portugal International                      | Damendoppel | 1     | Marina Andrijewskaja / Marina Jakuschewa                          |
| 1993      | Irish Open                                  | Damendoppel | 1     | Marina Andrijewskaja / Marina Jakuschewa                          |
| 1993      | Russian Open                                | Dameneinzel | 1     | Marina Andrijewskaja                                              |
| 1993      | Russian Open                                | Damendoppel | 1     | Marina Andrijewskaja / Marina Jakuschewa                          |
| 1993      | Junioren-Europameisterschaft                | Dameneinzel | 2     | Marina Andrievskaia                                               |
| 1993      | Swiss Open                                  | Mixed       | 3     | Andrei Antropow / Marina Andrijewskaja                            |
| 1993      | Swiss Open                                  | Damendoppel | 2     | Marina Andrijewskaja / Marina Jakuschewa                          |
| 1993      | Welsh International                         | Dameneinzel | 1     | Marina Andrijewskaja                                              |
| 1993      | Portugal International                      | Damendoppel | 1     | Marina Andrijewskaja / Irina Jakuschewa                           |
| 1994      | Swiss Open                                  | Dameneinzel | 3     | Marina Andrijewskaja                                              |
| 1994      | Russische Einzelmeisterschaften             | Mixed       | 1     | Nikolai Sujew / Marina Andrijewskaja                              |
| 1994      | Russische Einzelmeisterschaften             | Dameneinzel | 1     | Marina Andrijewskaja                                              |
| 1994      | Russische Einzelmeisterschaften             | Damendoppel | 1     | Marina Andrijewskaja / Elena Rybkina                              |
| 1995      | Norwegian International                     | Dameneinzel | 1     | Marina Andrievskaia                                               |
| 1995/1996 | Schweden: Einzelmeisterschaft               | Dameneinzel | 1     | Marina Andrievskaia (GBK)                                         |
| 1996      | French Open                                 | Dameneinzel | 1     | Marina Andrievskaia                                               |
| 1996      | Polish International                        | Damendoppel | 1     | Christine Magnusson / Marina Andrievskaia                         |
| 1996/1997 | Deutschland: Internationale Meisterschaften | Dameneinzel | 2     | Marina Andrievskaia                                               |
| 1996/1997 | Dänemark: Internationale Meisterschaften    | Dameneinzel | 2     | Marina Andrievskaia (Sweden)                                      |
| 1996/1997 | Schweden: Einzelmeisterschaft               | Damendoppel | 1     | Marina Andrievskaia / Christine Gandrup (GBK / Täby BMF)          |
| 1996/1997 | Schweden: Einzelmeisterschaft               | Dameneinzel | 1     | Marina Andrievskaia (GBK)                                         |
| 1997/1998 | Schweden: Einzelmeisterschaft               | Dameneinzel | 1     | Marina Andrievskaia (GBK)                                         |
| 1997/1998 | Schweden: Einzelmeisterschaft               | Damendoppel | 1     | Marina Andrievskaia / Catrine Bengtsson (GBK / Askim)             |
| 1998      | Norwegian International                     | Damendoppel | 1     | Catrine Bengtsson / Marina Andrievskaia                           |
| 1998      | Norwegian International                     | Dameneinzel | 1     | Marina Andrievskaia                                               |
| 1998      | Welsh International                         | Mixed       | 1     | Henrik Andersson / Marina Andrievskaia                            |
| 1998      | Welsh International                         | Dameneinzel | 1     | Marina Andrievskaia                                               |
| 1998      | Welsh International                         | Damendoppel | 1     | Marina Andrievskaia / Catrine Bengtsson                           |
| 1998/1999 | Deutschland: Internationale Meisterschaften | Dameneinzel | 2     | Marina Andrievskaia                                               |
| 1999      | Volant d’Or de Toulouse                     | Dameneinzel | 1     | Marina Andrievskaia                                               |
| 1999/2000 | Schweden: Einzelmeisterschaft               | Dameneinzel | 1     | Marina Andrievskaia (Uppsala KFUM)                                |
| 2000      | Europameisterschaft                         | Dameneinzel | 2     | Marina Andrievskaia                                               |
| 2000      | Indonesian Open                             | Dameneinzel | 5     | Marina Andrievskaia                                               |
| 2000/2001 | Schweden: Einzelmeisterschaft               | Damendoppel | 1     | Marina Andrievskaia / Christine Gandrup (Uppsala KFUM / Täby BMF) |
| 2000/2001 | Schweden: Einzelmeisterschaft               | Dameneinzel | 1     | Marina Andrievskaia (Uppsala KFUM)                                |
| 2001      | Swiss Open                                  | Dameneinzel | 3     | Marina Andrievskaia                                               |
| 2001      | Thailand Open                               | Dameneinzel | 2     | Marina Andrievskaia                                               |
| 2002/2003 | Schweden: Einzelmeisterschaft               | Dameneinzel | 1     | Marina Andrievskaia (Uppsala KFUM)                                |
| 2003/2004 | Schweden: Einzelmeisterschaft               | Dameneinzel | 1     | Marina Andrievskaia (Uppsala KFUM)                                |
| 2004      | Olympia                                     | Dameneinzel | 17    | Marina Andrievskaia                                               |